# Frise-Occidentale
Ne doit pas être confondu avec Frise occidentale.

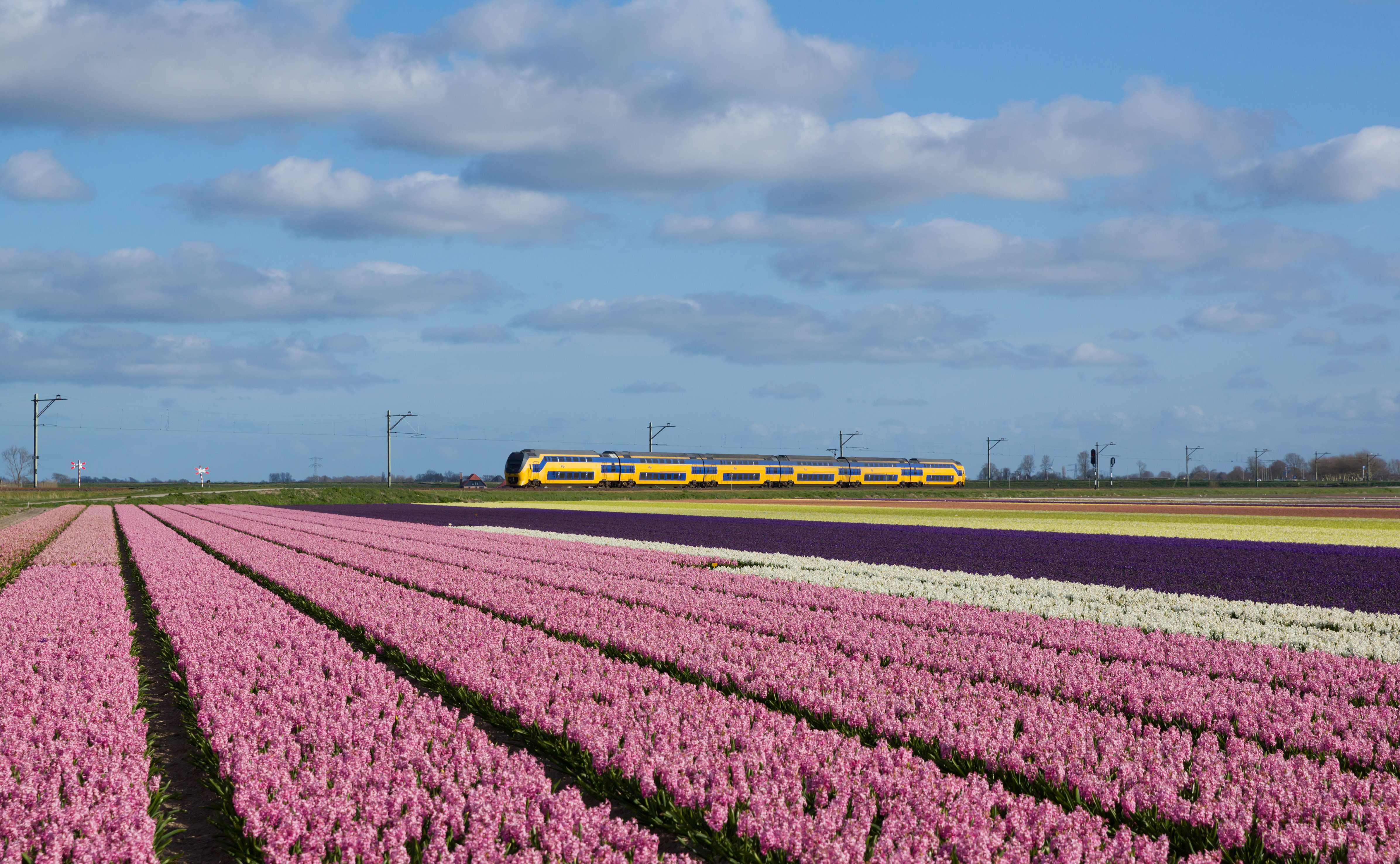
Un train intercité de Spoorlijn Den Helder - Amsterdam passe dans des champs de fleurs près de Schagen en Frise-Occidentale. Avril 2015.

La Frise-Occidentale est une région naturelle du nord de la province de Hollande-Septentrionale aux Pays-Bas, comprise à l'intérieur de la digue circulaire de Frise-Occidentale et située au sud de Wieringermeer. La région est issue de l'ancien pagus Westflinge. Hoorn, Enkhuizen, Medemblik et Schagen sont les localités les plus importantes de la région. Dans les autres villages, l'activité principale des habitants est l'agriculture.

## Communes
L'ancienne commune de Zeevang, à l'extérieur de la digue circulaire de Frise-Occidentale, est souvent considérée comme partie de la région de Frise-Occidentale du fait que le dialecte de cette région est parlé dans le nord et qu'il existe des liens quotidiens et culturels avec les localités voisines de la commune de Koggenland.